# Торцев, Александр Григорьевич
Алекса́ндр Григо́рьевич Торцев (18 мая 1920 — 7 ноября 1941) — участник Великой Отечественной войны, заместитель командира роты 112-го стрелкового полка 52-й стрелковой дивизии 14-й армии Карельского фронта (Северный оборонительный район), младший лейтенант, Герой Советского Союза (дата указа от 22.02.1943, посмертно).

## Биография
Родился 18 мая 1920 года в селе Жердь Мезенского уезда Архангельской губернии (ныне Мезенского района Архангельской области) в крестьянской семье. Русский.
Окончил 6 классов. Работал в колхозе, был секретарём комсомольской организации.
В Красной Армии с 1940 года. Учился в объединённой школе юнг Северного флота . Участник Великой Отечественной войны с июня 1941 года.
Заместитель командира роты 112-го стрелкового полка кандидат в члены ВКП(б) младший лейтенант Александр Торцев отличился 7 ноября 1941 года в бою за «Важную высоту». Во главе группы он зашёл в тыл противника, открыл по нему огонь из пулемётов и автоматов. Оставшись один, продолжал отбивать атаки врага. Когда кончились патроны, А. Г. Торцев пустил в ход гранаты. Погиб в этом бою, до конца выполнив воинский долг.
Похоронен в братской могиле на 81-м километре дороги Мурманск — Печенга (Долине Славы, № воинского захоронения в ВМЦ ВС РФ 51-61). Имя Александра Торцева также значится среди похороненных в братской могиле на восточном склоне высоты 314,9 (№ воинского захоронения в ВМЦ ВС РФ 51-101/2014).
Через несколько дней после похорон бойцов газета «Патриот Родины» опубликовала стихотворение о подвиге Александра Торцева, где были такие строки:

…Я знал твоё сердце, Саша:

В нём капелька моря жила.

И где бы ты ни был, — вечно

В груди твоей билось море,

И эта морская сила

На подвиг тебя вела.

В смертельной неравной схватке

Погиб ты на бранном поле.

И будучи даже мёртвым,

Оружье держал в руках!

Таким вот должно быть сердце,

Такой вот должна быть воля,

Такой вот должна быть ненависть

У воина-моряка!

## Награды
- Указом Президиума Верховного Совета СССР «О присвоении звания Героя Советского Союза начальствующему и рядовому составу Красной Армии» от 22 февраля 1943 года за «образцовое выполнение боевых заданий командования на фронте борьбы с немецкими захватчиками и проявленными при этом отвагу и геройство» (посмертно)[2]
- Орден Ленина (22.02.1943 посмертно).

## Память
- Навечно зачислен в списки родной воинской части.
- Бюсты Александра Торцева установлены в Северодвинске[3], Архангельской области и в родном селе Героя.
- В родном селе Жердь Герою установлен памятник.
- Мемориальные доски: в Северодвинске[4] и в селе Жердь, на доме, где жил Александр Торцев.
- Улицы, носящие имя Героя Советского Союза Александра Григорьевича Торцева, есть в Мурманске, Северодвинске[5] и Жерди.
- Его именем названа школа в городе Мезень.
- Имя А. Г. Торцева более десяти лет носила пионерская дружина северодвинской школы-гимназии № 14[6].
- В городе Мурманске имя Героя дано «Дому детского творчества имени А. Торцева»[7].
- Большой десантный корабль проекта 1171 «Александр Торцев» нёс службу под флагом ВМФ СССР[8].